# Obrydy
Obrydy – nieoficjalna część wsi Dziadowice, położona w województwie wielkopolskim, w powiecie tureckim, w gminie Malanów.
W latach 1975–1998 miejscowość należała administracyjnie do województwa konińskiego.